# Mysticotalitrus tasmaniae
Mysticotalitrus tasmaniae is een vlokreeftensoort uit de familie van de Talitridae. De wetenschappelijke naam van de soort is voor het eerst geldig gepubliceerd in 1949 door Ruffo.